# Wrongkong
Wrongkong war eine deutsch-kanadische Pop-Band. Sie wurde 2007 in Nürnberg gegründet.

## Geschichte

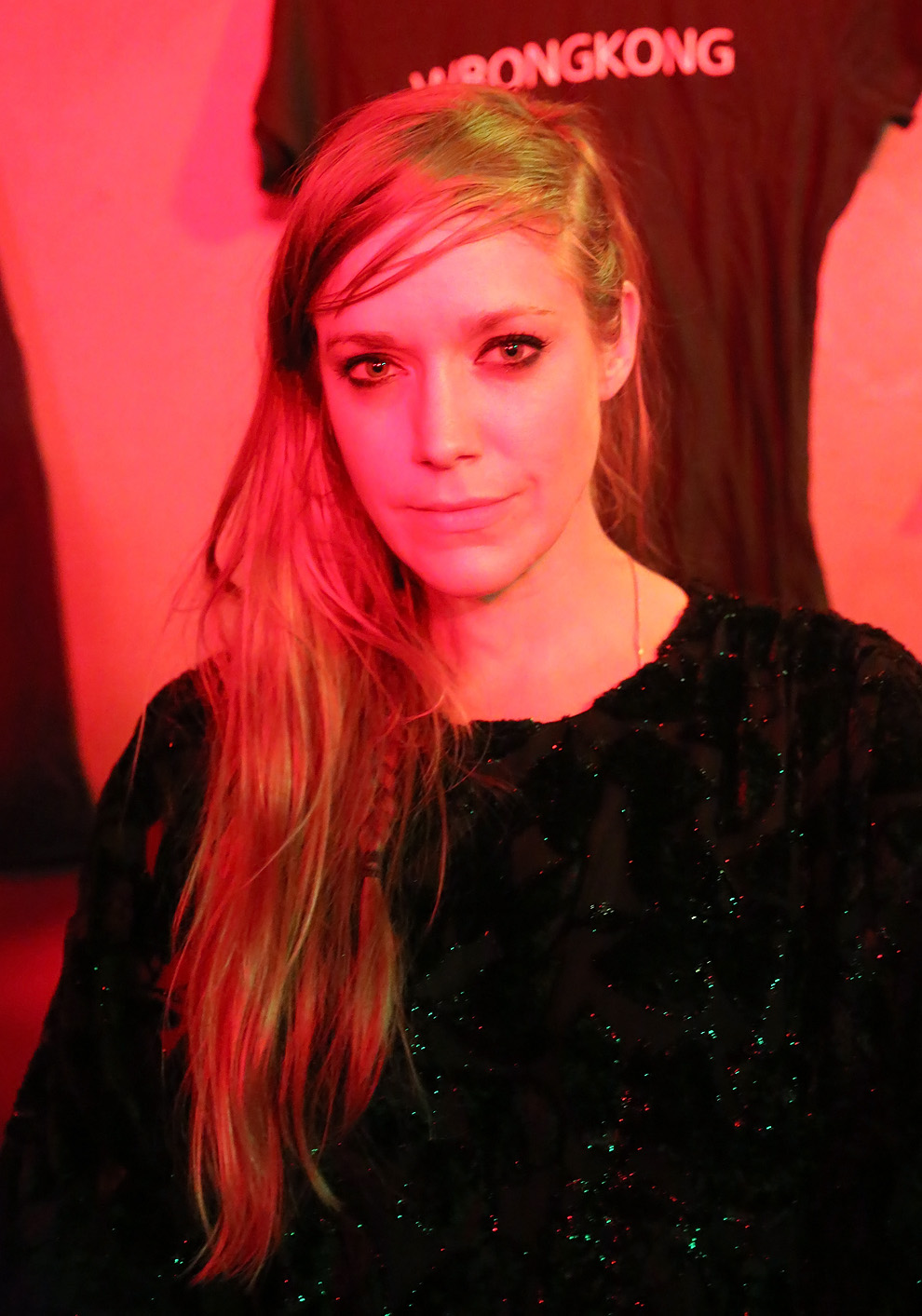
Cyrena Dunbar (Waves Vienna 2012)

„Der Name entstand als Abwandlung von Hongkong, verbunden mit einem latenten Gefühl, sich am falschen Platz zu befinden. Nicht aber aus der Filmfigur King Kong!“, erklärt sich die Band Wrongkong mit Anspielung auf die Entfremdungserfahrung in Coppolas Film Lost in Translation. 
Von Thomas Wurm, Cyrena Dunbar und Martin Kaiser während Studioaufnahmen zum vierten Album von The Strike Boys (Being in a Boygroup, Stereo Deluxe, 2006) gegründet, stoßen zuerst der Gitarrist David Lodhi und der Schlagzeuger Markus Wurm, später dann der Keyboarder Claus Friedrich zu Wrongkong.
Im Sommer 2007 erhalten sie kurz nach der Veröffentlichung ihres selbstbetitelten Debütalbums in den USA auf Minty Fresh Records beim Cravefest in Kanada mit dem von den Bandmitgliedern selbst entwickelten und produzierten Video zu Real Boy den Award für den „Best Unsigned Electronic Music Act“.
Es folgen kurz darauf der Gewinn des „Toronto Exclusive Award“ und im Frühsommer 2008 kurz nach der europaweiten Veröffentlichung der EU-Version (die EU-Version unterscheidet sich in 6 Tracks von der US-Version) des Debütalbums auf dem Label Modernsoul im Mai 08 der Sieg beim Bandwettbewerb Becks On Stage. Auftritte werden in den darauffolgenden Monaten unter anderem bei Southside, Taubertal, Sonnenrot, den Bavarian Open oder dem Weinturm Open Air absolviert. 
Nach einer weiteren Singleauskopplung (Sweat) mit unter anderem einem Remix von Malente veröffentlichen Wrongkong im Frühsommer 2010 die PLUG EP und gehen erneut auf Tour, die im September mit einem Auftritt beim Reeperbahn Festival in Hamburg endet.
Im November 2011 erscheint mit Crystal Clear der erste Vorbote zum neuen Album So Electric, das am 13. Januar 2012 zusammen mit der Single My Dearest Enemy beim Label AdP (Auf die Plätze) erscheint. Im Rahmen der Releasetour erscheint im März 2012 eine weitere Single, Dear Euphoria. Wrongkong werden mit dem Kulturförderpreis der Stadt Nürnberg ausgezeichnet. 
Im Herbst 2012 wird So Electric vom Label Minty Fresh in den USA veröffentlicht.
Im Januar 2013 erschien die Single See It Coming, der Vorbote für das Album Kill the Should and Make a Do, das am 5. April 2013 veröffentlicht wurde.
Ende 2017 gab das Label das Ende der Band bekannt, wonach Wrongkong noch zwei ausverkaufte Abschiedskonzerte spielten.

## Diskografie

### Alben
- 2007: Wrongkong (US-Version; Minthy Fresh)
- 2008: Wrongkong (EU-Version; Modernsoul)
- 2012: So Electric (AdP)
- 2013: Kill the Should and Make a Do (AdP)

### EPs
- 2010: PLUG (Modernsoul)

### Singles
- 2008: Real Boy (Modernsoul)
- 2009: Sweat (Modernsoul)
- 2011: Crystal Clear (AdP)
- 2012: My Dearest Enemy (AdP)
- 2012: Dear Euphoria (AdP)
- 2013: See It Coming (AdP)

## Auszeichnungen
- 2007: „Best Unsigned Electronic Music Act“ beim Cravefest in Kanada für „Real Boy“
- 2008: „Toronto Exclusive Award“ für Wrongkong
- 2008: Sieger beim „Becks on Stage“ Wettbewerb
- 2012: Verleihung des Kulturförderpreises der Stadt Nürnberg